# Anemia pohliana
Anemia pohliana là một loài dương xỉ trong họ Anemiaceae. Loài này được Sturm mô tả khoa học đầu tiên.